# Leptothorax zhengi
Leptothorax zhengi is een mierensoort uit de onderfamilie van de Myrmicinae. De wetenschappelijke naam van de soort is voor het eerst geldig gepubliceerd in 2011 door Zhou & Chen.